# Isgaard
Isgaard Marke (* 1972 in Husum) ist eine klassisch ausgebildete deutsche Sängerin, die in ihrer Musik Klassik und Pop verbindet. Zu ihren größten Hits zählen Ein schöner Tag und Dream of You mit dem Danceprojekt Schiller, in denen sie die Refrains sang.

## Werdegang
2003 nahm sie an der deutschen Vorentscheidung zum Eurovision Song Contest teil und belegte mit Golden Key den 7. Platz. Ihr gleichnamiges Album wurde in Deutschland ein mittlerer Erfolg und erreichte auf den Philippinen die Top 10. Das Album wurde in über 15 Ländern veröffentlicht und enthielt mit Dreams Will Never Die ein Duett mit Piero Mazzocchetti. Zu Earth Song (Original von Michael Jackson) und Dreams Will Never Die (als Solo) wurden Videos gedreht, wovon Dreams Will Never Die gelegentlich bei MTV ausgestrahlt wurde.
Trotz des internationalen Erfolgs verlor sie ihren Vertrag bei Edel und schloss schon kurze Zeit später einen neuen bei Flat Earth Records, einer kleinen Hamburger Plattenfirma, ab, wo sie Secret Gaarden veröffentlichte.
2005 erschien die Benefiz-Single One World, zusammen mit Kind of Blue und David Serame (Musik zu Bens Manchmal) heraus, deren Verkäufe zu 100 Prozent an die Hilfsorganisation Misereor nach Südasien gingen. Diesbezüglich gab es starke Vertriebsschwierigkeiten und eine mangelhafte Medienakzeptanz (die meisten Radiostationen hielten die Künstler für „nicht bekannt genug“).
Nach einer längeren Experimentierphase erschien im Oktober 2008 ihr drittes Album Wooden Houses.
Isgaard singt außerdem seit 2010 in dem Drei-Frauen-Semi-Klassik-Projekt „La Tiara“. 2012 wurde das größtenteils deutschsprachige Album Wir von morgen veröffentlicht.
Im Jahr 2010 tauchte sie als „featuring-Künstlerin“ auf dem Album Stranger des Electronic-Duos Rainbow Serpent auf.
2011 veröffentlichte sie in Kooperation mit dem Londoner Projekt „Curfew“ das Album CMI (Curfew meets Isgaard) – The Trip, das wie die vorausgegangenen Isgaard-Alben von ihrem langjährigen musikalischen Weggefährten Jens Lueck produziert und mitkomponiert wurde.
Seit Oktober 2010 präsentiert sie zusammen mit dem Naturfilmer Stefan Erdmann die Film-/Musikshow Island 63°-66°N with Isgaard, zu der Isgaards Produzent und Mitmusiker Jens Lueck die Filmmusik geschrieben hat.
Im Oktober 2012 erschien ihr viertes Album Playing God mit der gleichnamigen Single, zu der auch ein Video-Clip gedreht wurde. Eine zweite Video-Auskopplung aus dem Album war der Titel Walking Down the Line.
Im April 2013 begann Isgaard zusammen mit Jens Lueck an ihrem fünften Album Naked zu arbeiten, das am 20. März 2014 auf den Markt kam. Die erste Single aus dem Album hieß Bright Side und wurde auch als Video-Clip veröffentlicht. Als zweite Single aus diesem Album kam Overflow Part 2 auf dem Markt. Auch zu diesem Lied wurde ein Video gedreht.
2015 wirkte sie am Album Wind in the Woods von Syrinx Call featuring Isgaard, das aus einer Zusammenarbeit des Flötisten Volker Kuinke und Isgaards Produzent Jens Lueck entstand, mit.
Als Adresse gibt sie im Impressum ihrer Website Garlstorf an.

## Diskografie

### Alben
- 2003: Golden Key
- 2004: Secret Gaarden
- 2008: Wooden Houses
- 2012: Playing God
- 2014: Naked
- 2015: The Early Days
- 2016: Whiteout
- 2019: Human
- 2025: The Water In You

### Singles
- 2000: Ein schöner Tag (mit Schiller)
- 2001: Dream of You (mit Schiller und Peter Heppner)
- 2003: Golden Key
- 2003: Earth Song (Promo)
- 2005: One World (mit Kind of Blue & David Serame)
- 2008: Wooden Houses
- 2010: Leave & Love (mit Rainbow Serpent)
- 2011: Snowflakes in June (mit Curfew)
- 2012: Playing God
- 2012: Walking Down The Line
- 2014: Bright Side
- 2014: Overflow Part 2
- 2019: Your World Is Broken
- 2025: You Can Dance
- 2025: Along The Wall

### Weitere Projekte
- 2005: Day by Day aus dem Album You Are Home von Zen-Men
- 2005: Endless Love 2005 Single von DJ Moe
- 2006: Zauberfluss und Niemandsland als kostenlose Download-Titel
- 2007: Gesang beim Soundtrack zum Naturfilm Island 63°-66°N (u. a. Titelsong Iceland)
- 2010: Titellied The Sky Is Wide Open für das Hörbuch Windträume
- 2010: Stranger (gemeinsames Album mit Rainbow Serpent)
- 2010: Gesang bei der Filmmusik zum Naturfilm Iceland from Above
- 2011: Gesang bei der Filmmusik zur deutschen Komödie Bauernfrühstück – Der Film von Michael Söth
- 2011: The Trip von Curfew meets Isgaard, ein gemeinsames Album mit Curfew[3]
- 2012: Wir von morgen, Download-Album mit La Tiara
- 2015: Mitwirkung am Album Syrinx Call featuring Isgaard – Wind in the Woods
- 2017: Mitwirkung am Album Single Celled Organism – Splinter in the Eye
- 2018: Mitwirkung am Album Syrinx Call featuring Isgaard – The Moon on a Stick
- 2021: Mitwirkung am Album Syrinx Call featuring ELOY – Mirrorneuron
- 2021: Mitwirkung am Album Single Celled Organism – Percipio Ergo Sum
- 2023: Mitwirkung am Album Single Celld Organism – Event Horizon